# Anna Agustí i Bassa
Anna Agustí i Bassa (Barcelona, 1954 - 2015) va ser una historiadora de l'art, especialitzada en l'obra d'Antoni Tàpies.
El 1974 va començar a col·laborar amb la Galeria Maeght de Barcelona i, al començament dels anys 1980, amb la Galerie Lelong de París. En l'ambient d'aquestes galeries va conèixer el poeta i crític d'art francès Jacques Dupin i va entrar en contacte amb l'obra d'Antoni Tàpies, que havia fet exposicions a les dues sales. Dupin, a més, era un dels representants de Tàpies. A partir de l'any 1985 l'activitat d'Anna Agustí es va centrar a estudiar, localitzar i documentar exhaustivament l'obra del pintor català entre 1943 i 2011 –tret de l'obra gràfica–. I la va divulgar en Antoni Tàpies. Obra completa, de la qual han aparegut fins ara 8 volums. Anna Agustí va morir el 2015 a causa d'un càncer, però va poder acabar d'escriure l'obra completa.